# 점프 포스
《점프 포스》(Jump Force, ジャンプフォース)는 스파이크 춘소프트가 개발하고 반다이 남코 엔터테인먼트가 배급한 크로스오버 대전 격투 게임으로, 슈에이샤의 주간 소년 점프가 50주년을 맞아 해당 잡지의 앤솔로지에 등장하는 다양한 일본 만화 시리즈의 등장인물이 등장한다. 이 게임은 2019년 2월 15일 마이크로소프트 윈도우, 플레이스테이션 4, 엑스박스 원용으로 출시되었다.

## 게임플레이
점프 포스는 주간 소년 점프 잡지의 여러 일본 만화 시리즈의 선별된 3명의 캐릭터 팀을 통제하는 일대일 대전 격투 게임이다. 플레이어는 한 번에 하나의 캐릭터를 통제하며 다른 캐릭터들은 지원을 위해 사용된다. 플레이어는 전투 중 이들을 바꿔가며 플레이할 수 있다. 전투는 점프 전투 게임 J스타즈 빅토리 VS와 비슷하다.

## 캐릭터

### 플레이 가능 캐릭터
블랙 클로버
- 아스타[3]

블리치
- 쿠로사키 이치고[4]
- 쿠치키 루키아[4]
- 아바라이 렌지[5]
- 아이젠 소스케[4]
- 히츠가야 토시로 (DLC)[6]
- Grimmjow Jaegerjaquez (DLC)[6]

BORUTO -보루토- NARUTO NEXT GENERATIONS
- 우즈마키 보루토[7]

시티헌터
- 사에바 료[8]

드래곤볼
- 손오공[9]
- 베지터[10]
- 트랭크스[5]
- 피콜로[11]
- 프리저[12]
- 셀[11]
- 마인 부우 (DLC)[6]

드래곤 퀘스트 다이의 대모험
- Dai[13]

북두의 권
- 켄시로[8]

헌터 × 헌터
- 곤 프릭스[14]
- Killua Zoldyck[15]
- Kurapika[15]
- Hisoka Morow[14]
- Biscuit Krueger (DLC)[16]

죠죠의 기묘한 모험
- 쿠조 조타로[17]
- 디오 브란도[18]

나의 히어로 아카데미아
- 미도리야 이즈쿠[19]
- 올 마이트 (DLC)[20]
- 바쿠고 카츠키 (DLC)[21]

나루토
- 우즈마키 나루토[9]
- 우치하 사스케[12]
- 하타케 카카시[22]
- 가아라[22]
- 오츠츠키 카구야[22]
- 우치하 마다라 (DLC)[6]

원피스
- 몽키 D. 루피[9]
- 롤로노아 조로[12]
- Vinsmoke Sanji[14]
- Sabo[10]
- Boa Hancock[5]
- Blackbeard[14]
- Trafalgar D. Water Law (DLC)[6]

바람의 검심
- 히무라 켄신[23]
- 시시오 마코토[23]

세인트 세이야
- 페가수스 세이야[24]
- 드래곤 시류[24]

유희왕
- 무토 유기/야미 유기[25]
- 카이바 세토 (DLC)[26]

유유백서
- 우라메시 유스케[27]
- 토구로(Younger Toguro)[27]

오리지널 점프 포스 캐릭터
- 가레나(ガレナ)[28][29]
- 가네(力イン)[28][29]
- 프로메테우스/글로버(プロメテウス/グラバー)[28][30]

### 플레이 불가능 캐릭터
데스노트
- 야가미 라이토[31]
- 류크[31]

오리지널 점프 포스 캐리터
- 내비게이터(ナビゲーター)[28]

## 개발 및 출시
점프 포스는 스파이크 춘소프트개 개발하고 반다이 남코 엔터테인먼트가 배급하였다. 이 게임은 언리얼 엔진을 사용하며 주간 소년 점프 50주년을 기념하여 개발되었다. 드래곤볼의 제작자 도리야마 아키라는 이 게임에 맞추어 개발된 오리지널 캐릭터들을 디자인하였다. 점프 포스는 마이크로소프트의 언론 콘퍼런스 기간 중 E3 2018에 발표되었으며 2019년 2월 15일 마이크로소프트 윈도우, 플레이스테이션 4, 엑스박스 원용으로 출시되었다.

## 평가
리뷰 애그리게이터 메타크리틱에 따르면 이 게임은 엇갈린 평가를 받았다.